# Norra Ångermanlands domsaga
Norra Ångermanlands domsaga var en domsaga i Västernorrlands län. Domsagan bildades 1811 från Ångermanlands domsaga och delades 1901 i Nätra och Nordingrå domsaga och Själevads och Arnäs domsaga
Domsagan lydde först under Svea hovrätt.

## Tingslag
- Nätra tingslag
- Nordingrå tingslag från 1841
- Själevads tingslag
- Arnäs tingslag
- Åsele tingslag till 1821
- Nordmalings och Bjurholms tingslag till 1820
- Anundsjö tingslag till 1840
- Sidensjö tingslag till 1840
- Grundsunda tingslag till 1840